# Gran Palazzo
Il Gran Palazzo (in latino Magnum Palatium, in greco Μέγα Παλάτιον?, in turco Büyük Saray) di Costantinopoli, anche noto come Sacro Palazzo (in latino Sacrum Palatium, in greco Ιερόν Παλάτιον?) o Palazzo della Magnaura, era un ampio complesso palaziale dell'Impero romano d'Oriente posto al limite sud-orientale della penisola su cui sorge la città, nei pressi dell'Ippodromo e di Basilica di Santa Sofia e Santa Irene. Servì come principale residenza degli imperatori romani d'Oriente dal 330 al 1081 e fu per quasi 800 anni il cuore dell'amministrazione imperiale. Abbandonato nel corso del XIII secolo e definitivamente demolito in seguito alla presa di Costantinopoli da parte di Maometto II, ne sono stati ultimamente riportati alla luce alcuni mosaici, visitabili in situ nel Museo del Mosaico.

Pianta del centro di Costantinopoli con l'area del Gran Palazzo.

## Descrizione
Il palazzo era probabilmente costituito da una serie di padiglioni, similmente al successivo Gran Serraglio ottomano. Era una vera e propria cittadella di 25 000 m² di superficie, che racchiudeva caserme, cortili, fontane, edifici destinati alle più varie funzioni, una ventina tra chiese ed oratori.
Il Grande Palazzo era arredato in modo molto sontuoso, le camere dell'udienza, ovvero la Magnaura, erano progettate per impressionare e intimidire i dignitari stranieri. Il percorso abituale dei visitatori portava dalla porta di bronzo Chalke, attraverso la Schola, l'Excubita, il Concistoro, l'Onopodium nella Magnaura a tre navate (sala di ricevimento). Sotto Teofilo, vi fu installato un trono che poteva essere sollevato meccanicamente al suono di un organo. Leoni e grifoni dorati ai due lati del trono aprirono le loro bocche e i loro becchi e ruggirono. Vicino al trono c'era un platano dorato su cui sedevano uccelli artificiali che potevano muovere le ali e cantare. Nel Gran Palazzo c'era anche la famosa Porphyra, la stanza rivestita di porfido purpureo proveniente da Mons Porphyrites in Egitto, dove i bambini imperiali nascevano come porfirogeneti. Alessio IV fece portare la statua del cinghiale calidonio dall'Ippodromo al palazzo.
Il Gran Palazzo aveva accesso anche dal Mar di Marmara attraverso il Palazzo del Bucoleone. I terreni del palazzo contenevano anche giardini e numerose chiese. Sotto Basilio I, la più grande chiesa bizantina dopo la costruzione di Santa Sofia nel VI secolo, la Nea Ekklesia, fu costruita nel palazzo e divenne la prima chiesa a cinque cupole a croce nell'arte bizantina. Era riccamente rivestita di porfido e marmo e aveva due fontane di porfido. Basilio I costruì anche una cappella quella della Vergine di Pharos, rivestita di marmo che, come "Cappella Santa", fu il più importante reliquiario della cristianità fino al 1204, dopo di che il furto e la vendita delle reliquie, come la corona di spine, ispirarono la costruzione della Sainte Chapelle di Luigi IX e la cappella della Santa Croce nel castello di Karlštejn.

### LaChalkee ilPalazzo di Dafne
L'accesso principale avveniva dall'Augustaion, attraverso la Porta della Chalke. Da qui si accedeva al palazzo di Daphne, edificio cerimoniale dove si concentravano le varie attività amministrative: l'edificio doveva il nome ad una delle sue statue, raffigurante la ninfa Dafne e che lì era stata trasportata da Roma.

### Gli edifici di rappresentanza
Tra i saloni di rappresentanza vi erano la Triconca, ossia la sala dei ricevimenti dei 19 Accubita (19 divani), e la Magnaura, vasta basilica a tre navate, in origine sede del Senato, poi grande aula del trono, è qui che in seguito fu insediata l'Università.
La sala del trono del Chrysotriklinos, edificata da Giustino II, era un ambiente a pianta ottagonale con volta a cupola, dalla sfarzosa decorazione. Da qui si accedeva all'appartamento imperiale dell'Octagon, con l'annesso Vestiarios, alla Phylax, dov'era custodito il tesoro, e alle cappelle di San Teodoro e del Pantheon.

### IlBoukoleon

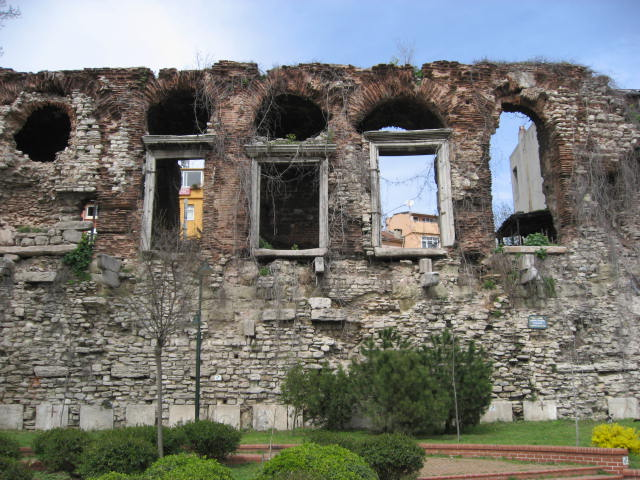
L'entrata del palazzo del Boukoleon, oggi: il complesso era annesso a quello principale del Gran Palazzo.

Il Palazzo del Boukoleon, affacciato sul mare e dotato di un proprio porto, costituiva il nucleo meridionale del complesso palatino. Edificato come residenza privata dei membri della famiglia imperiale, divenne in seguito la dimora preferita degli Imperatori e nuovo cuore del Gran Palazzo.

### L'Ippodromo, loTzykanisterione i bagni di Zeusippo
Al complesso del Gran Palazzo si affacciava sul principale luogo di pubblico raduno della città: il Grande Ippodromo.
Un passaggio conduceva direttamente dal Gran Palazzo al Kathisma, la loggia imperiale, dalla quale l'imperatore si presentava alla folla radunata nel circo per assistere alle gare.
Ai palazzi imperiali erano inoltre annessi anche lo Tzykanisterion costruito da Teodosio II, che era un grande campo per le gare di Polo, gioco importato dalla Persia che era diventato il maggiore svago della nobiltà bizantina, e i bagni di Zeusippo, le principali terme della città. Queste, già esistenti al tempo della vecchia Bisanzio, erano state poi inglobate e ampliate dalle opere costantiniane, divenendo parte integrante dei palazzi imperiali.
Basilio I diede ordine di ristrutturare il vecchio Tzykanisterion creando il giardino di Mesokepion, su una delle terrazze più basse nella parte orientale del parco del palazzo, ma la sua posizione esatta è sconosciuta. È descritto da Teofane Continuato. Un certo numero di case private furono demolite per creare il giardino. L'intero giardino era circondato da un muro e irrigato artificialmente.

### Il palazzo di Antioco e di Lauso
Ad angolo tra ippodromo e via Mese erano situati i due palazzi di due influenti funzionari imperiali Antioco e Lauso.
Antioco era un eunuco persiano, tutore del giovane Teodosio II
e praepositus sacri cubiculi ovvero responsabile della servitù a palazzo. Venne allontanato dalla corte, dalla sorella di Teodosio Elia Pulcheria nel 414 ma gli fu concesso di ritirarsi nel suo palazzo fino a quando prese i voti ecclesiastici. Il palazzo, nel VII secolo, divenne la chiesa di Sant'Eufemia in sostituzione dell'originale distrutta e anch'essa col tempo abbandonata e riscoperta insieme al palazzo nel 1939.
Lauso, successore di Antioco come tutore e praepositus, costruì la sua residenza antistante a quella del predecessore. Il palazzo è noto per la grande collezione di sculture mitologiche famose, tra cui lo Zeus di Olimpia. Il palazzo venne distrutto dall'incendio del 475.

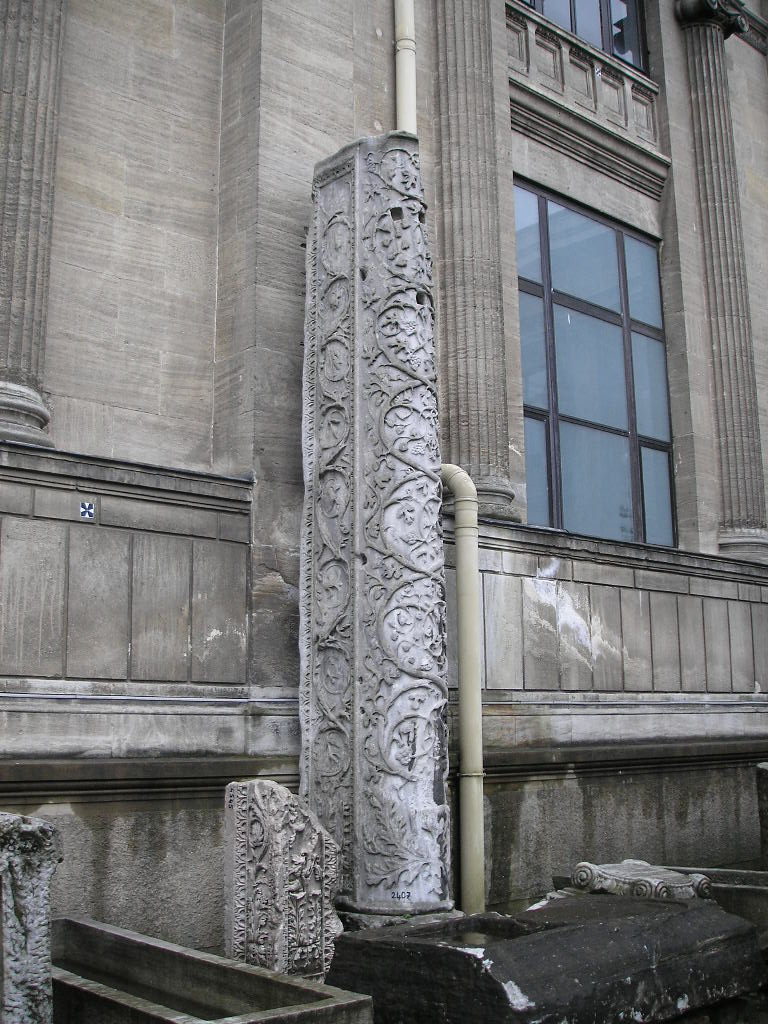
Un pilastro del Gran Palazzo, oggi ai musei archeologici di Istanbul

### Le cisterne
Il complesso palaziale aveva ovviamente bisogna di una grande quantità di acqua e il problema fu ovviato dalla costruzione di due cisterne: la Cisterna Basilica e la Cisterna di Filosseno
La Cisterna di Filosseno fu costruita nel IV secolo e fu ristrutturata da Giustiniano, abbandonata dopo la conquista ottomana e riscoperta nel XVII secolo, divenne una filanda nel XIX secolo e adesso è visitabile.
La Cisterna Basilica era la più grande della città e veniva alimentata dall'Acquedotto di Valente che trasportava l'acqua sin dalla Serbia centrale. Fu costruita da Giustiniano nel periodo di massimo splendore e utilizzata fino a durante l'impero ottomano. Nel 1985 fu ristrutturata e aperta al pubblico nel 1987.

## Storia
Il palazzo fu costruito a partire dal 330, assieme alla rifondazione della città come Costantinopoli - Nuova Roma, quale residenza di Costantino e dei suoi discendenti.
Venne rimaneggiato ed ampliato numerose volte, in particolare durante i regni di Giustiniano II e Teofilo.
Fino al tardo secolo XII il Gran Palazzo servi quale principale centro amministrativo e cerimoniale della città, tuttavia a partire dalla dinastia dei Comneni gli fu favorito il palazzo delle Blacherne quale residenza dell'imperatore.
Durante la Quarta crociata il palazzo fu saccheggiato dai soldati di Bonifacio del Monferrato. Nonostante i successivi imperatori latini avessero continuato a risiedere nel complesso palaziale, esso entrò gradatamente in rovina. L'ultimo imperatore latino Baldovino II, arrivò persino a rimuovere la copertura plumbea del tetto per rivenderla.

### L'abbandono
Quando la città fu ripresa ai bizantini di Michele VIII Paleologo (1259-1282) nel 1261, il Gran Palazzo già si trovava in pessime condizioni. Gli imperatori Paleologi lo abbandonarono quindi definitivamente per le Blacherne, residenza più sicura e difendibile.

Quando nel 1453 Maometto II entrò in città trovò il Gran Palazzo abbandonato e in rovina, tuttavia vi celebrò la sua vittoria, per l'aura che ancora conservava la residenza in cui per secoli avevano dimorato gli imperatori romani. Quando vide le sale deserte e vuote pronunciò le parole del poeta persiano Firdusi: 

### Gli scavi
La maggior parte degli edifici fu demolita nella generale ricostruzione di Istanbul nei primi anni dell'Impero Ottomano. Tuttavia un incendio ai primi del XX secolo riportò alla luce una sezione del Gran Palazzo. Vennero rinvenute celle per i prigionieri, ampi vani e possibili tombe. Scavi contemporanei si stanno conducendo a Istanbul nell'area del palazzo, ma attualmente solo meno di un quarto dell'area complessiva è stata scavata. La maggior parte dei mosaici sono visitabili presso il Museo del Mosaico di Istanbul.